# زیردریایی یو-۳۱۲
زیردریایی یو-۳۱۲ (به انگلیسی: German submarine U-312) یک زیردریایی بود که طول آن ۶۷٫۱ متر (۲۲۰ فوت ۲ اینچ) بود. این زیردریایی در سال ۱۹۴۳ ساخته شد.